# Sant Sadurní de Garrigoles
Sant Sadurní de Garrigoles es troba al bell mig de les masies que formen el poble de Garrigoles. És una obra inclosa en l'Inventari del Patrimoni Arquitectònic de Catalunya.

## Descripció
L'edifici és d'una nau amb capçalera de planta semicircular. La volta de la nau és apuntada i seguida, l'arc triomfal també apuntat —doble, en degradació— i la volta de l'absis té forma ametllada. Les finestres romàniques són de doble esqueixada. En el frontis, aponent, hi ha la portada, de tres arcs de mig punt en degradació, llinda i timpà llis i amb guardapols i motllures incurvades. Al capdamunt s'hi obre una finestra d'arc de mig punt. El mur és coronat per una espadanya de dos pisos amb arcades dobles de mig punt, el superior afegit tardanament. El frontó de l'extrem de llevant de la nau sobrepuja el nivell de la coberta, el seu vèrtex és rematat per una creu grega inscrita en un cercle de pedra. A la cornisa exterior del mur meridional, hi ha un petit personatge esculpit en relleu. L'aparell romànic és de carreus ben escairats i polits. Les capelles laterals afegides al mur N van ser enderrocades en la restauració dels anys 70.

## Història
L'any 1185 l'església de Sant Sadurní de Garrigoles fou cedida de Girona a l'ordre dels cavallers del Sant Sepulcre que hi establiren una comunitat. El 1210 el lloc de Garrigoles, juntament amb el veí de les Olives, passaren a integrar-se als dominis, importants al Baix Empordà, de l'abadia benedictina de Santa Maria d'Amer. A finals del segle xiv, ambdós llocs figuren com a pertanyents a la baronia Verges; al segle xvii eren de la barllia reial de Verges.